# HC Fassa
HC Fassa egy olasz jégkorongcsapat Canazeiben. 2016-tól az Alps Hockey League-ben szerepelnek. Korábban az olasz élvonalban játszottak. A klubot 1955-ben Hockey Club Canazei néven alapították.

## Ismertebb játékosok
- Frank Doyle
- Owen Fussey
- Alexander Gschliesser
- Bob Manno
- Robert Schnabel
- Brad Snetsinger
- Igor Vjazsmikin